# Callopistria detegens
Callopistria detegens là một loài bướm đêm trong họ Noctuidae.